# Cecil Treschow
Cecil Carthon Christoffer Valdemar Nyholm Treschow (8. juli 1902 i København – 15. juli 1993) var en dansk erhvervsmand og dr. agro.
Han var søn af journalist og redaktør Hans Bülow Treschow (1872-1917) og Ellen Sofie Karoline Nyholm (1872-1961, datter af C.C.V. Nyholm), blev student fra Gammel Hellerup Gymnasium 1920, forstkandidat 1926 og ansat ved Landbohøjskolens plantefysiologiske laboratorium, hvor han blev dr. agro. (Nutrition of the Cultivated Mushroom) 1944 og samtidig forlod Landbohøjskolen.
Treschow blev underdirektør ved Løvens kemiske Fabrik 1947, direktør 1949, førstedirektør samt administrerende direktør for Løvens kemiske Fabriks Handelsakts. 1954-69 og Produktionsakts. 1962-69. Han var formand for Foreningen af danske Medicinalfabrikker 1954-65; medlem af bestyrelsen for Løvens kemiske Fabriks Handelsakts. 1955 og Produktionsakts. 1962, og han blev Ridder af Dannebrog 1958.
Han blev gift 12. april 1930 i Randers med Erna Nellemann (16. juni 1905 i Randers - ?), datter af snedkermester Jens Nellemann og hustru Karen Kirstine født Gjesing.